# Pulse (Augustus)
Pulse (en español, Pulso) es un personaje ficticio que aparece en los cómics estadounidenses publicados por Marvel Comics. Pulso es un mutante que conservan sus poderes post-M-Day. Pulse apareció en la primera temporada de la serie de televisión The Gifted interpretado por Zach Roerig.

## Historial de publicaciones
Pulse apareció por primera vez en X-Men vol. 2, # 173 (septiembre de 2005).

## Biografía
Algún tiempo después de tener a Gambito no estaba bien para ella. El plan de Mystique para deshacerse de Rogue de Gambito consistía en sembrar la discordia en el romance de la pareja y, una vez que la pareja dejaría de existir, presentar a Rogue a Augustus. Dado el diálogo entre Mystique y él, en el que Mystique dice que "quería ver por sí misma que [Augustus] es el hombre que ella espera que sea", se puede suponer que los asociados aún no se conocen bien.
Augustus y Mystique fueron vistos a continuación, robando pinturas de una casa. Mystique pregunta qué hace con todo el dinero que obtiene de la venta de productos robados en el mercado negro, responde que invierte el dinero en acciones que sabe que pronto se estrellarán, ya que se siente un poco enfermo por perder a otras personas. dinero. Mystique responde: "Tiempo que estuviste casado, Augusto". Augustus está preocupado por la reacción de Gambito, y comicamente comenta sobre la autenticidad de cómo Cajun realmente es. Mystique luego revela que está segura de que de todos los hombres que se presentó como el nuevo romance de Rogue, Augustus es el que puede "hacer feliz a mi hija".
Mystique y Augustus regresan al Instituto Xavier y Mystique anuncia que se unirá a los X-Men después de lo que sucedió la última vez, antes de dejar en claro que ella va a organizar a Augustus con Rogue.
Solo en un momento, Augustus y Rogue se sientan en un árbol para hablar entre ellos. Al principio, Rogue está a la defensiva y declara que no importa lo que su "madre loca" le dijo a Augustus, ella y Gambit están felices juntos. Ella explica que ellos, por supuesto, tienen sus problemas, y Augustus responde que él no tiene problemas. Continuando, Augustus declara que Mystique quiere que Rogue sea feliz y no por acoso sexual. Rogue responde que no, y le explica su poder. Él le dice que no se preocupe por eso y que sus ojos comienzan a brillar. Rogue mira su mano y se da cuenta de que no le ha pasado nada; ella le pregunta cuánto tiempo lleva allí sin que le suceda nada. Él responde: "No te preocupes por eso tampoco".
Fuera de la sien de Apocalipsis, Mystique sugiere que usen a Pulse para neutralizar a Apocalipsis; Los X-Men discuten sobre la idea. Rogue interrumpe, indicando que deberían preguntarle a Augustus si él puede hacerle esto a Apocalipsis. Él sonríe tímidamente y responde que "no sabe". Más tarde ese tema, se revela que Gambito es el nuevo Jinete de la Muerte.
En su época de jinete, Gambito intentó matar a Rogue dos veces para romper sus lazos con su vida anterior. En ambas ocasiones, Pulse pudo salvar a Rogue al neutralizar los poderes de Gambito y vencerlo físicamente. Después, Pulse intentó cortejar a Rogue; al principio, Rogue pareció aceptar la idea, pero una vez que Pulse hizo un comentario sobre Gambito, Rogue lo rechazó, afirmando que "nunca [quiere] preocuparse por el romance de nuevo".
Cuando Rogue se fue, Mystique comentó sobre su pobre momento. Pulse le dijo que se fuera, y su estado actual no está claro. Desde Décima, fue uno de los pocos mutantes que retuvieron sus poderes y fue trasladado por la fuerza al campo de mutantes para el 198.

## Poderes y Habilidades
Augustus produce un pulso disruptivo en sus ojos que puede desactivar sistemas y personas, incluidos poderes mutantes y no mutantes, y sistemas electrónicos codificados. Su poder también crea un efecto de enmascaramiento para disfrazar los patrones de ondas cerebrales de los psíquicos.

## En otros medios
- Pulse es interpretado por Zach Roerig en su primera aparición en vivo en la serie de televisión en vivo de Fox, The Gifted.[7] En el episodio, "eXit strategy", se muestra hace dos años, como el mejor amigo de Thunderbird, donde él y Pulse fueron a liberar a varios mutantes de un "Centro de reubicación" de SC (Servicios Centinela), pero Pulse fue asesinado, y ahora aparece vivo siendo parte del Programa Sabueso de SC. En el episodio "threat of eXtinction", es asesinado por Otto Strucker, el padre de Reed.